# Чапчылган
Чапчылган (якут.  ) — село в Амгинском улусе Якутии России. Административный центр Чапчылганского наслега. Большинство жителей якуты.
Население 969 чел. (2021) .

## География
Село расположено на юго-востоке Центральной Якутии, возле озера Чапчылган, на левобережье реки Амга.
Уличная сеть состоит из 12 географических объектов: Фермерский пер., ул. 30 лет ДЭС,  ул. 50 лет МТС,  ул. Дальневосточная,  ул. Западная,  ул. Красноармейская,  ул. Лесная,  ул. Луговая,  ул. Механизаторов,  ул. Расторгуева,  ул. Семейная,  ул. Урожайная
Расстояние до улусного центра — села Амга — 3 км.

## История
Согласно Закону Республики Саха (Якутия) от 30 ноября 2004 года N 173-З N 353-III село возглавило образованное муниципальное образование Чапчылганский наслег.

## Население
| 2002 | 2010 | 2021 |
| ---- | ---- | ---- |
| 658  | ↗690 | ↗969 |

Гендерный состав
По данным Всероссийской переписи населения 2010 года в гендерной структуре населения из 690 человек мужчин — 334, женщин — 356 (48,4 и 51,6 % соответственно).
Национальный состав
Согласно результатам переписи 2002 года, в национальной структуре населения якуты составляли 82 % от общей численности населения в 658 чел..

## Инфраструктура
Чапчылганская средняя общеобразовательная школа им. Филиппа Лобанова
Чапчылганский сельский дом культуры имени М. М. Григорьева, построен в 2000 году.
Чапчылганская врачебная амбулатория
Чапчылганская сельская библиотека 
котельная «Нефтебаза», входит в зону подтопления
Чапчылганский участок Амгинского филиала ГУП ЖКХ РС (Я)
Чапчылганский пищекомплекс Сельскохозяйственного перерабатывающего потребительского кооператива «Амма»
Ведется (на 2017 год) строительство спортивного зала

## Транспорт
автодорога «Амга»